# كوبلنز (منطقة إدارية)
مُحافظة كُبْلِنْز أو كُوبلنز (بالألمانية: Regierungsbezirk Koblenz)‏ هِي مُحافظة في وِلاَية راينلاند بالاتينات في جُمهُوريَّة أَلمَانيَا الاِتّحاديّة. تَقَع مُحافظة كُوبلنز في الشَمال من الدَّولة الحُرَّة راينلاند بالاتينات جَنُوب غربِيّ أَلمَانيَا. وتضُمّ المُحافظة عَشَر مَناطِق إِدارِيّة، ومَدِينَة واحِدَة، بمِساحة تُقَدَّر بحَوالَي 8071 كم².

## التّقسِيمات الإِدارِيّة
تضُمّ مُحافظة كُوبلنز عَشَر مَناطِق إِدارِيّة أو كما تُعرِّف بدائِرة رِيفِيَّة أَلمانِيَّة، ومَدِينَة واحِدَة. وهي كالتَّالي:

### المَناطِق الإِدارِيّة
| اِسم المِنطقَة الإِدارِيّة | ٱلِٱسم بالأَلمانِيَّة                    | عَدد السُكَّان | المِساحَة (كم²) |
| -------------------- | ----------------------------------- | ---------- | ------------- |
| مِنْطَقَة أرڤيلر         | Landkreis Ahrweiler                 | 127٬770    | 78٬698        |
| مِنطقَة آلتنكيرشن      | Landkreis Altenkirchen (Westerwald) | 129٬171    | 64٬199        |
| مِنطقَة باد كرويتسناخ  | Landkreis Bad Kreuznach             | 156٬821    | 86٬376        |
| مِنطقَة بيركنفلد       | Landkreis Birkenfeld                | 80٬615     | 77٬658        |
| مِنطقَة كوشيم زيل      | Landkreis Cochem-Zell               | 62٬391     | 69٬233        |
| مِنطقَة ماين كُوبلنز    | Landkreis Mayen-Koblenz             | 211٬925    | 81٬725        |
| مِنطقَة نيوڤيد         | Landkreis Neuwied                   | 180٬655    | 6٬269         |
| مِنطقَة الرَّّايِن هونسروك | Landkreis Rhein-Hunsrück-Kreis      | 102٬529    | 99٬112        |
| مِنطقَة الرَّّايِن لان     | Landkreis Rhein-Lahn-Kreis          | 123٬543    | 78٬229        |
| مِنطقَة ڤيستر ڤالد     | Landkreis Westerwaldkreis           | 200٬302    | 98٬895        |

### المُدن
| اِسم المدِينة | ٱلِٱسم بالأَلمانِيَّة | عَدد السُكَّان | المِساحَة (كم²) |
| ----------- | ---------------- | ---------- | ------------- |
| كُوبلنز      | Stadt Koblenz    | 81٬233٬045 | 10٬513        |

## اُنظُر أيضاً
- قائِمة مُدن أَلمَانيَا.

## صُور

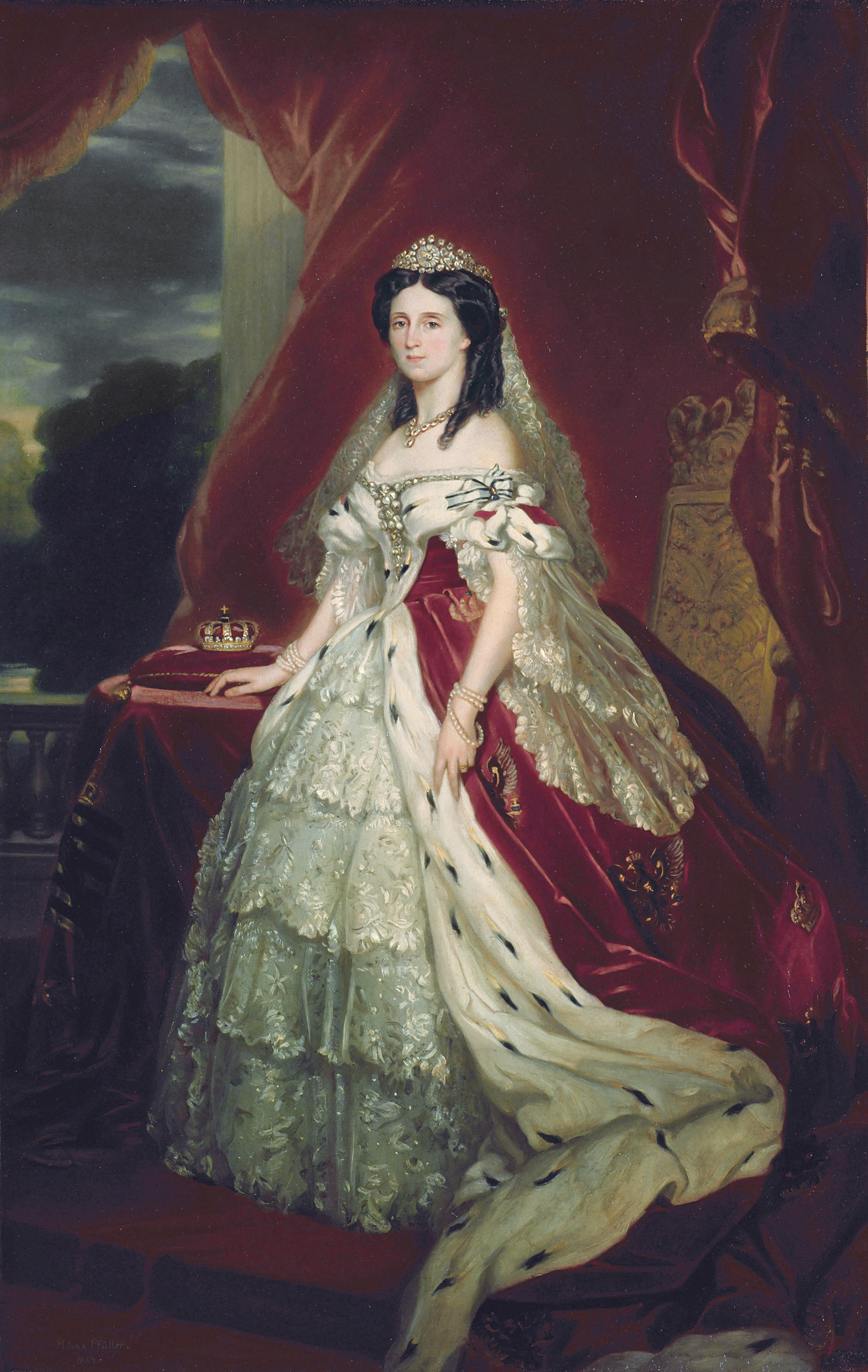
أُوغُستا اِمبرَاطُورَة پُرُوسِيّا.
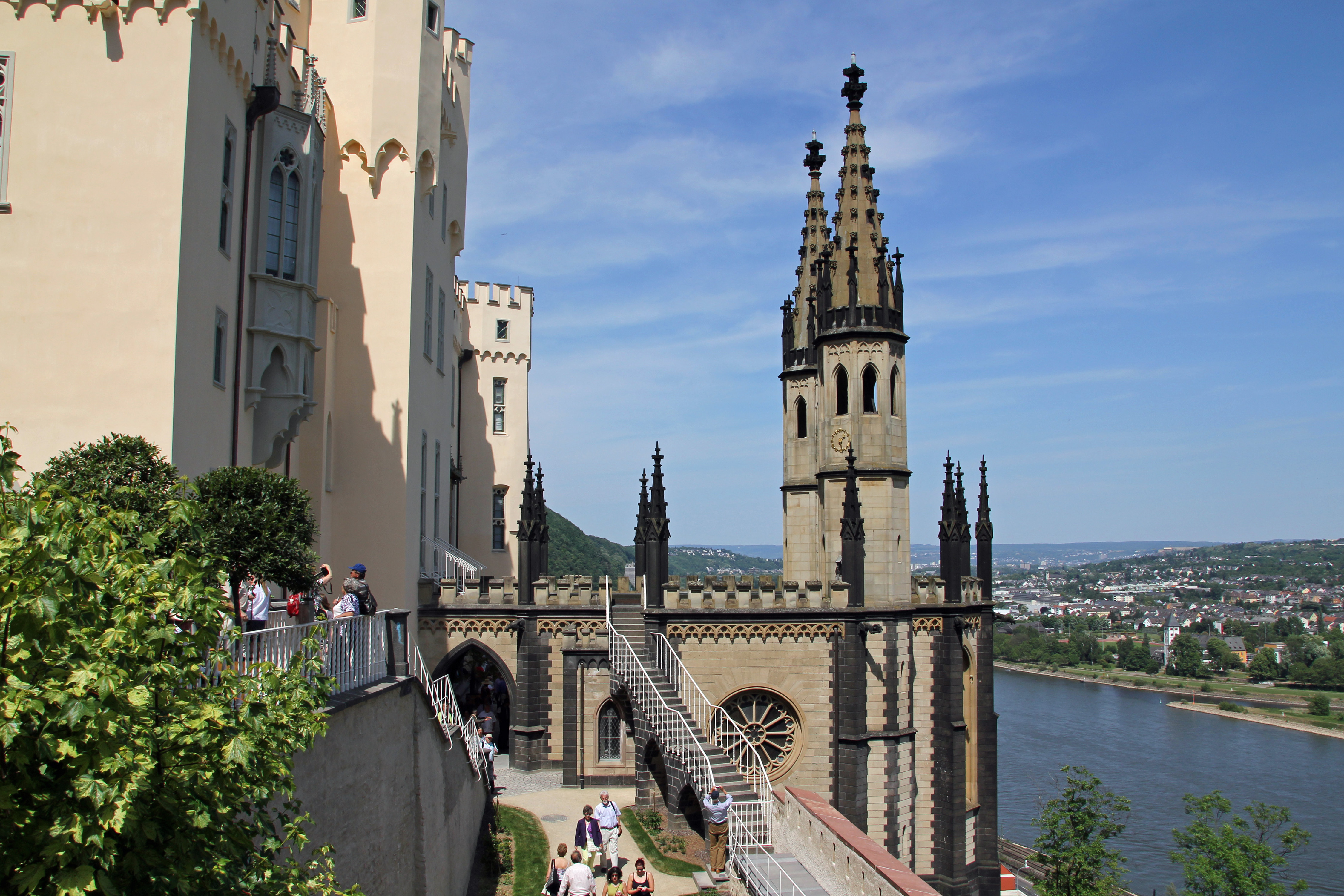
مِن أَجمل حُصُون أَلمَانيَا حَصن ستولزنفيلز.
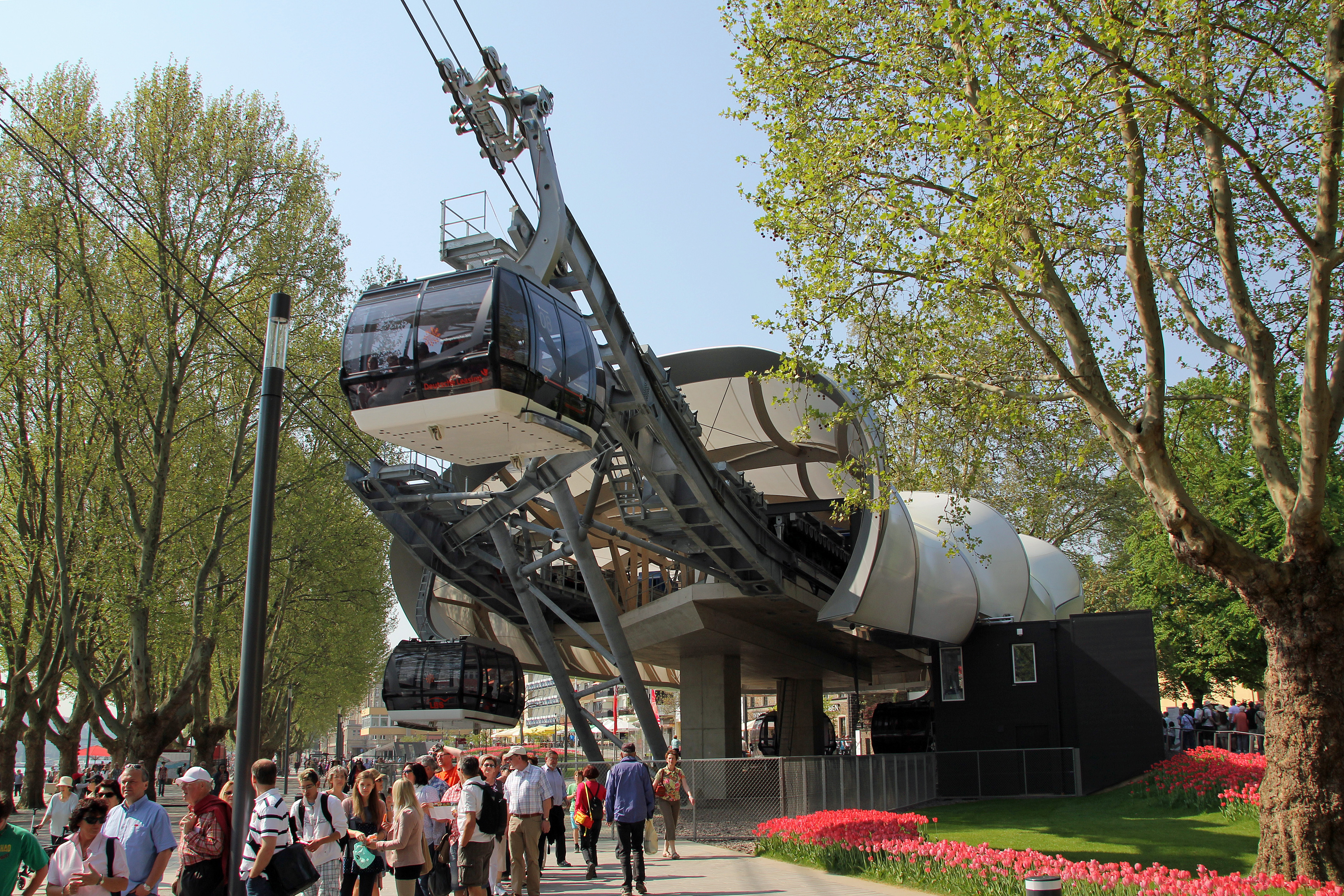
تِلِفِرِيك مَدِينة كُوبلنز.
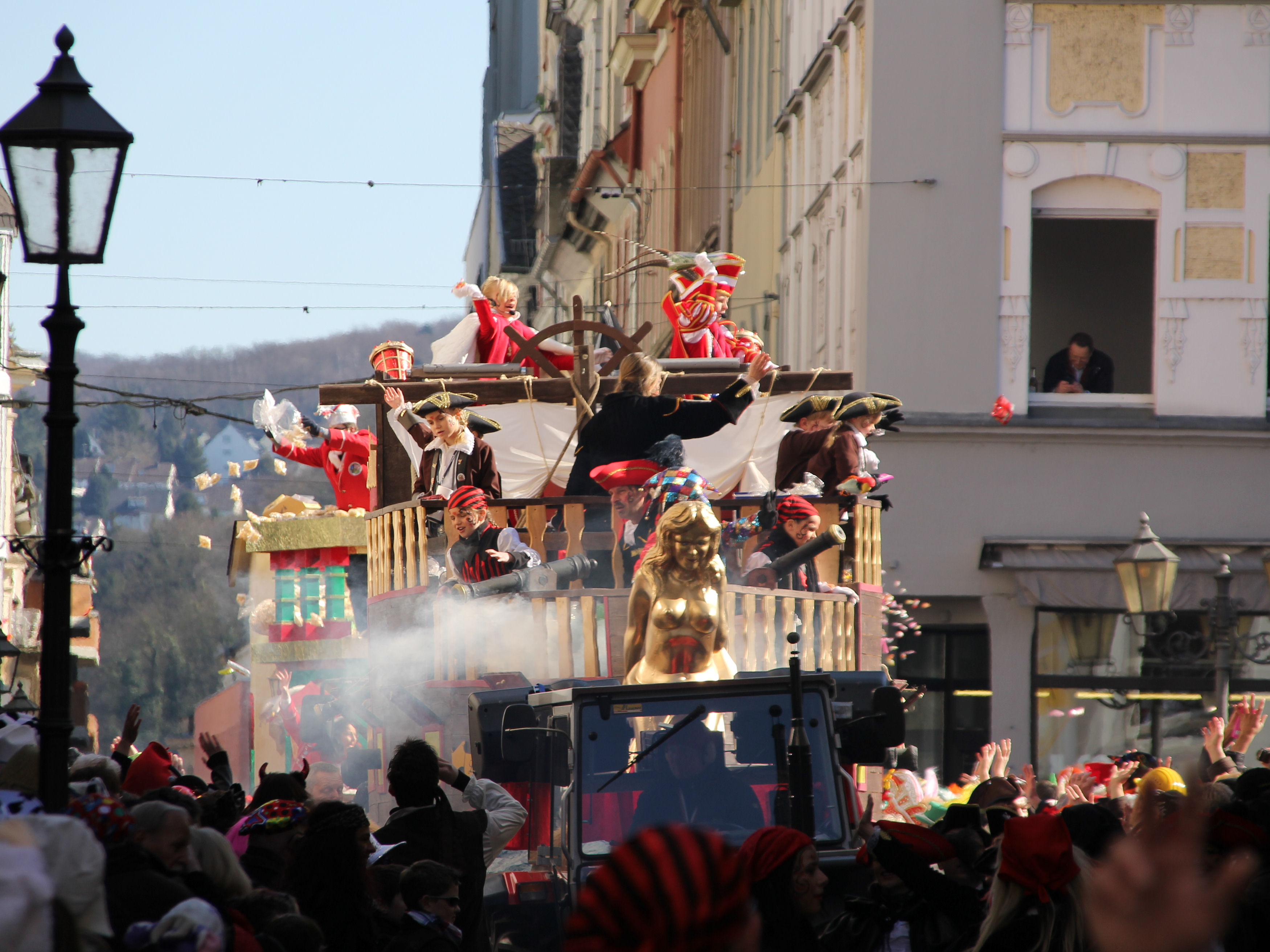
كَرنَفَال كُوبلنز.

## مَراجع
1. ↑  "معلومات عن كوبلنز (منطقة إدارية) على موقع id.loc.gov". id.loc.gov. مؤرشف من الأصل في 2019-12-13.
2. ↑  "معلومات عن كوبلنز (منطقة إدارية) على موقع dd.eionet.europa.eu". dd.eionet.europa.eu. مؤرشف من الأصل في 2019-12-13.
3. ↑  "معلومات عن كوبلنز (منطقة إدارية) على موقع d-nb.info". d-nb.info. مؤرشف من الأصل في 2019-12-13.